# Piesenkopf
Le Piesenkopf est une montagne d'une altitude de 1 630 m dans le massif des Alpes d'Allgäu.

## Géographie

### Topographie
L'alpage Piesenalpe se situe sur son versant sud.

## Ascension
Le Piesenkopf se situe à l'ouest du village de Rohrmoos. Le sommet peut être atteint lors d'un tour de montagne facile en 2 h 30 depuis Rohrmoos.